# Wickrathhahn
Wickrathhahn ist ein ländliches Dorf auf dem Gebiet der Stadt Mönchengladbach im Stadtbezirk West.

## Geologie
Das Mönchengladbacher Stadtgebiet liegt zum größten Teil in der Niederrheinischen Bucht. Der Ortsteil Wickrathhahn liegt auf einer Höhenlage von rund 75 m ü. NN und gehört somit zu den höchstgelegenen Ortschaften Mönchengladbachs. Zum Vergleich liegt der nördliche Teil des Stadtgebietes auf einer Höhenlage von knapp 30 Metern. Aufgrund der günstigen „Höhenlage“, wird der Ortsteil Wickrathhahn von Unwettern oftmals verschont, da diese aufgrund der Aufwinde dann meist über den tiefer gelegenen nördlichen Teilen des Stadtgebietes niedergehen.

## Bevölkerung
Wickrathhahn hat rund 1500 Einwohner, eine eigene katholische Kirchengemeinde und einen Kindergarten. Wickrathhahn hat mit der St. Hubertus Bruderschaft eine der größten Bruderschaften in Mönchengladbach. Der FC Blau-Weiß Wickrathhahn 07/29 hat rund 500 Mitglieder.

## Vereine
- Blau-Weiß Wickrathhahn 07/29[1]
- St. Hubertus Bruderschaft[2]